# Bonnet de Prêtre
Der Bonnet de Prêtre (dt.: „Priester-Barett“) ist ein Gipfel des Massif du Piton des Neiges, am Rand des Talkessels (Cirque naturel) von Cilaos, in der Region Hauts der Insel Réunion, einem französischen Übersee-Département im Indischen Ozean. Der Gipfel ist Teil des Piton des Neiges im Zentrum der Insel. Er erreicht eine Höhe von 1709 m. Er gehört zum östlichen Rand des Talkessels am Plateau (îlet) von Bras Sec. Man kann den Gipfel auf Touren entlang des Sentiers de Randonnée, des Sentiers Gueule Rouge und des Sentiers des Calumets erreichen.